# Petr Dvořák (archeolog)
Petr Dvořák (* 28. března 1961 Znojmo) je český archeolog.
Vystudoval prehistorii na FF UK v Praze (1980–1984). Studia dokončil obhajobou diplomové práce Pohřebiště lidu s kulturou se zvoncovitými poháry na Moravě. V roce 1986 složil rigorózní zkoušky a získal titul PhDr. Zabýval se především obdobím pozdního eneolitu na Moravě a v širším evropském kontextu. Specializoval se na kulturu se zvoncovitými poháry a na publikaci pramenů pocházejících z hrobů a ze sídlišť z tohoto období (heuristika, topografie, terminologie a typologie, analýzy sídlištních a hrobových nálezů, chronologie).
Pracoval na Archeologickém ústavu ČSAV v Brně (1986–1992), poté se živil několik let jako drobný živnostník. V letech 2000–2007 působil v Městském muzeu a galerii v Břeclavi. Od roku 2008 pracoval na Národním památkovém ústavu v Praze a později v Kroměříži (od 2010). Vedl celou řadu záchranných archeologických výzkumů, publikoval množství odborných a populárně-vědeckých článků. Podílel se též na řadě projektů v oblasti turistického ruchu, popularizace a propagace archeologie na jižní Moravě.

## Publikace (výběr)
- Dvořák, P. 1989: Die Glockenbecherkultur in Mähren. In: Das Äneolithikum und die früheste Bronzezeit (C14 3000 - 2000 bc.) in Mitteleuropa: kulturelle und chronologische Beziehungen, Praehistorica XV, 201-205.
- Dvořák, P. - Hájek, L. 1990: Die Gräberfelder der Glockenbecherkultur bei Šlapanice. (Bez. Brno - venkov). Katalog der Funde. Brno.
- Dvořák, P. 1992: Die Gräberfelder der Glockenbecherkultur I. (Bez. Brno - město/Stadt, Brno - venkov/Umgebung, Blansko). Katalog der Funde. Brno.
- Dvořák, P. 1993: Lid se zvoncovitými poháry. In: Podborský, V. et al.: Pravěké dějiny Moravy, Brno, 218–230, 532
- Dvořák, P. - Matějíčková, A. - Peška, J. - Rakovský, I. 1996: Gräberfelder der Glockenbecherkultur II. (Bez. Břeclav). Katalog der Funde. Brno.
- Bálek, M. - Dvořák, P. - Kovárník, J. - Matějíčková, A. 1999: Pohřebiště kultury zvoncovitých pohárů v Tvořihrázi (okr. Znojmo), Pravěk NŘ, Supplementum 4
- Ondráček, J. - Dvořák, P. - Matějíčková, A. 2005: Siedlungen der Glockenbecherkultur in Mähren. Katalog der Funde. Pravěk NŘ, Supplementum 15
- Matějíčková, J. - Dvořák, P. (eds.) 2012: Pohřebiště z období zvoncovitých pohárů na trase dálnice D1 Vyškov - Mořice (Funerary Areas Of The Bell Beaker Period On The D1 Vyškov - Mořice Motorway), Pravěk NŘ, Supplementum 24